# Paraxanthias taylori
Paraxanthias taylori är en kräftdjursart som först beskrevs av William Stimpson 1861.  Paraxanthias taylori ingår i släktet Paraxanthias och familjen Xanthidae. Inga underarter finns listade i Catalogue of Life.